# Brookhaven (CDP, New York)
Pour les articles homonymes, voir Brookhaven.
Brookhaven est une census-designated place du comté de Suffolk, dans l'État de New York, aux États-Unis,. En 2020, elle compte une population de 3 330 habitants.